# Ben-Hur (film fra 1959)
 For alternative betydninger, se Ben Hur. (Se også artikler, som begynder med Ben Hur)
Ben-Hur er en amerikansk film fra 1959, som er instrueret af William Wyler og med musik af Miklos Rozsa. Charlton Heston ses i hovedrollen som Judah Ben-Hur og Stephen Boyd som hans rival Messala. Filmen vandt elleve Oscars. Filmen er den mest berømte filmatisering af Lewis Wallaces roman Ben-Hur: A Tale of the Christ (1880). Filmen var en af samtidens dyreste med produktionsomkostninger på ca. 15 millioner dollars. Den var en risikabel, men i sidste ende heldig satsning fra filmselskabet MGMs side for at undgå fallit.[kilde mangler]

## Medvirkende
- Charlton Heston som Judah Ben-Hur
- Jack Hawkins som Quintus Arrius
- Haya Harareet som Esther
- Stephen Boyd som Messala
- Hugh Griffith som Sheik Ilderim
- Martha Scott som Miriam
- Cathy O'Donnell som Tirzah
- Sam Jaffe som Simonides
- Finlay Currie som Balthasar og fortælleren
- Frank Thring som Pontius Pilate
- Terence Longdon som Drusus
- George Relph som Tiberius Caesar
- André Morell som Sextus
- Claude Heater som Jesus